# الکساندر اوگورودنیو
الکساندر اوگورودنیو (انگلیسی: Aleksandr Ogorodnikov؛ زادهٔ ۸ september ۱۹۶۷ (۵۷ سال)) ورزشکار واترپلو اهل روسیه است.
وی در مسابقات کشوری و بین‌المللی در مجموع برندهٔ ۱ مدال برنز شده‌است.